# Ka-31
Ka-31 (oznaczenie NATO „Helix”) – rosyjski wojskowy śmigłowiec pokładowy wczesnego ostrzegania, zaprojektowany w biurze Nikołaja Kamowa; wariant śmigłowca Ka-27. 

## Historia
Istotnym komponentem lotnictwa pokładowego są statki powietrzne wczesnego ostrzegania, pozwalające na "wyniesienie" radaru dozoru powietrznego i nawodnego na dużą wysokość i odległość od okrętu, a przez to znaczne zwiększenie odległości wykrycia przeciwnika. Samoloty tego rodzaju były rozwijane po II wojnie światowej na zachodzie, natomiast ZSRR nie posiadał okrętów lotniczych, z których mogłyby startować. 

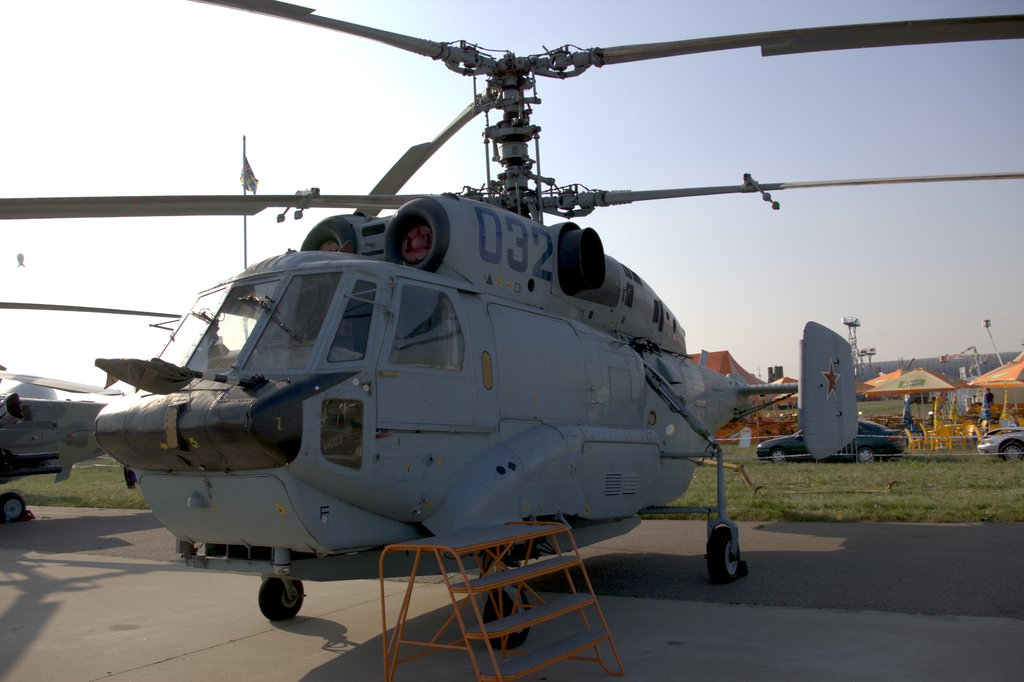
Ka-31 na pokazach MAKS 2007

Mimo posiadania okrętów przystosowanych do bazowania śmigłowców od lat 60., dopiero w 1985 roku przystąpiono w ZSRR do projektowania śmigłowca z radarem wczesnego ostrzegania, głównie dla nowych lotniskowców projektu 11435. Konstrukcja śmigłowca bazowała na śmigłowcu pokładowym Ka-27 (początkowo oznaczonym Ka-252), a dokładniej na kadłubie jego transportowo-bojowej wersji Ka-29. Początkowo śmigłowiec wczesnego ostrzegania nosił oznaczenie Ka-252RŁD lub Ka-27RŁD (radiołokacionnogo dozora – dozoru radiolokacyjnego). 
Pierwszy prototyp Ka-252RŁD jeszcze bez wyposażenia elektronicznego został oblatany 25 listopada 1986 (numer 208). Kolejne dwa wyposażone już prototypy nr 031 i 032 powstały w latach 1990-1991. W 1991 roku prowadzono ich próby na lotniskowcu, ale główne problemy sprawiało dopracowanie radaru Oko. W ramach eksploatacji próbnej oba prototypy bazowały przez pewien czas od 1992 roku na pokładzie lotniskowca „Admirał Kuzniecow”. W roku 1996 śmigłowiec zakończył próby państwowe i został przyjęty na uzbrojenie marynarki wojennej Rosji pod oznaczeniem Ka-31, ale produkcji seryjnej dla Rosji przez dłuższy czas nie podjęto z uwagi na trudności budżetowe. 

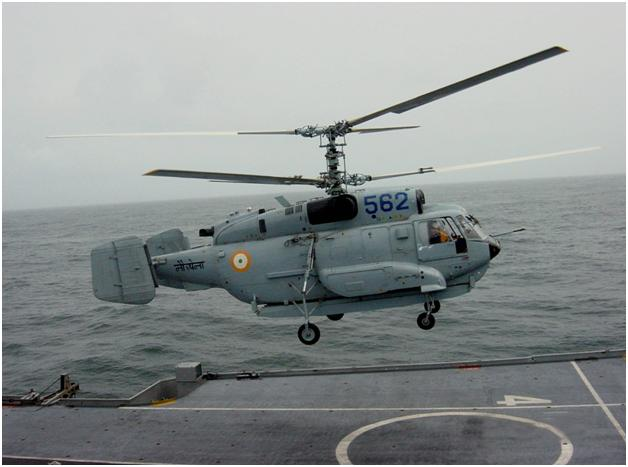
Ka-31 marynarki Indii

Pierwszym użytkownikiem Ka-31 stały się Indie – w 1999 roku zamówiły dziewięć, a następnie w 2001 kolejne pięć śmigłowców dla lotniskowca „Viraat” i trzech fregat projektu 11356. Pierwszy seryjny Ka-31 został oblatany 16 maja 2001. W latach 2003–2004 dostarczono zamówione śmigłowce. Zamówienie Ka-31 rozważają też Chiny. Ka-31 produkowane są w zakładach KumAPO w Kumiertau w Baszkirii.
Dopiero w 2008 roku Rosja zamówiła dwa śmigłowce w wersji Ka-31R, dostarczone przez producenta do 859. Centrum Przygotowania Bojowego i Przekwalifikowania Personelu w Jejsku dopiero w 2012 roku. Nosiły numery burtowe: czerwony 90 i 91. W 2016 roku na pokładzie lotniskowca „Admirał Kuzniecow” trafiły na Morze Śródziemne.
Wersją śmigłowca Ka-31 jest śmigłowiec rozpoznania radiolokacyjnego Ka-31SW (znany też jako Ka-35 lub Ka-252SW lub wyrób 23D2). Prototyp powstał na bazie prototypu Ka-31 nr niebieski 031 (nowy numer: 231) i jego próby prowadzono od 2004 roku, a następnie zbudowano drugi prototyp nr 232. Śmigłowiec wyposażony jest w radiotechniczny system rozpoznania celów naziemnych Ł381, w składzie kompleksu 1K130. Został przyjęty do uzbrojenia lotnictwa Rosji po zakończeniu prób w 2015 roku, lecz produkcji nie podjęto (jak na 2016 rok). Prototyp nr 232 został użyty podczas interwencji rosyjskiej w konflikcie w Syrii pod koniec 2016 roku.

## Opis
Śmigłowiec Ka-31 oparty jest na konstrukcji kadłuba i napędu Ka-27 (Ka-29). Wykorzystuje charakterystyczny dla Kamowa układ dwóch przeciwbieżnych wirników głównych. W stosunku do Ka-29 zmodyfikowano kadłub w celu pomieszczenia aparatury specjalistycznej. Zastosowano też wciągane podwozie czterogoleniowe w celu umożliwienia obrotu anteny radaru. Zastosowano ponadto pomocniczy zespół napędowy TA-8-Ka do dostarczania energii dla aparatury i (na śmigłowcach dla Indii) mocniejsze silniki (moc nominalna 1900 KM, startowa 2200 KM).
Ka-31 wykorzystuje system radiolokacyjny E801M Oko, opracowany w NIIRT w Niżnym Nowgorodzie (w wersji eksportowej E801E). Antena radaru umieszczona jest obrotowo pod kadłubem śmigłowca, jest płaska (ze skanowaniem fazowym w pionie) o kształcie prostokąta o wymiarach 6 × 1 metr i ma masę 200 kilogramów. W położeniu przelotowym oraz do startu i lądowania jest składana i płasko przyciągana do spodu kadłuba. W razie konieczności awaryjnej antena może być podciągnięta ręcznie lub odstrzelona. 

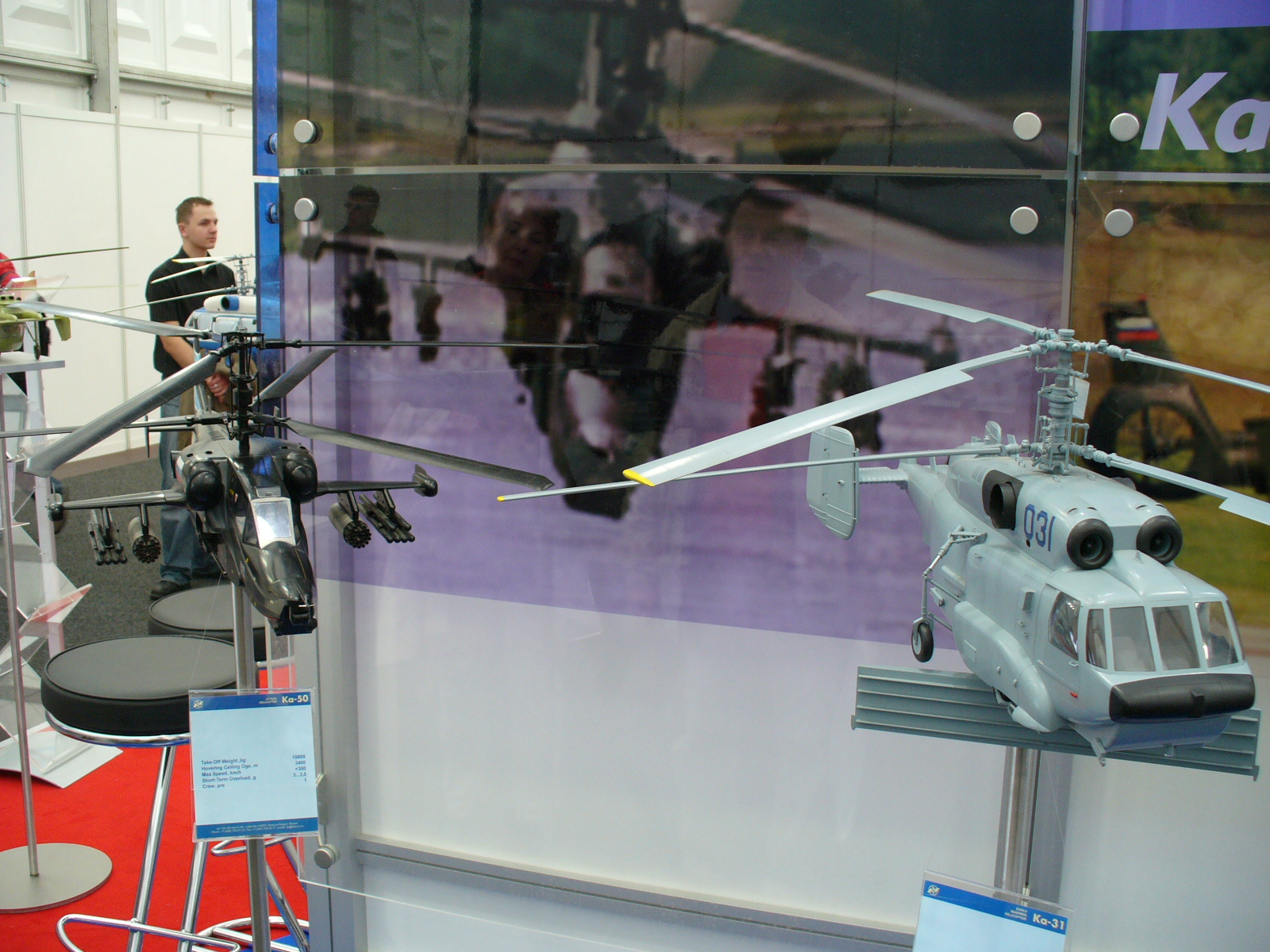
Model śmigłowca Ka-31 (po prawej)

Zastosowany radar E801M jest radarem impulsowo-dopplerowskim, pracuje w zakresie L (decymetrowym). Antena obraca się z prędkością 6 obr./min. Radar może śledzić cele nawodne, powietrzne lub oba rodzaje; jednocześnie do 40 celów. Wykrywa samoloty wielkości myśliwca z odległości 100–150 kilometrów, ale tylko w zakresie wysokości 5–3500 metrów (poniżej śmigłowca). Okręty wykrywane są z odległości do 250 kilometrów. Informacje przekazywane są do centrum dowodzenia na okręcie, gdzie następuje ich obróbka. Ka-31 może także służyć do patrolowania granic, zwalczania przemytu i działań poszukiwawczo-ratowniczych.